# Stuiklassen

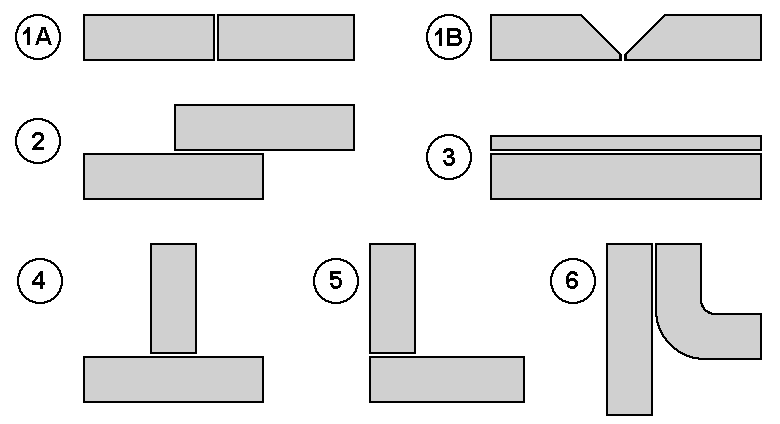
Verschillende voorbeelden van lasverbindingen: 1A: stuiklas, 1B: stuiklas met afschuining, 2: overlaplas, 3: oplas, 4: T-las, 5: hoeklas, 6: flenslas/randlas.

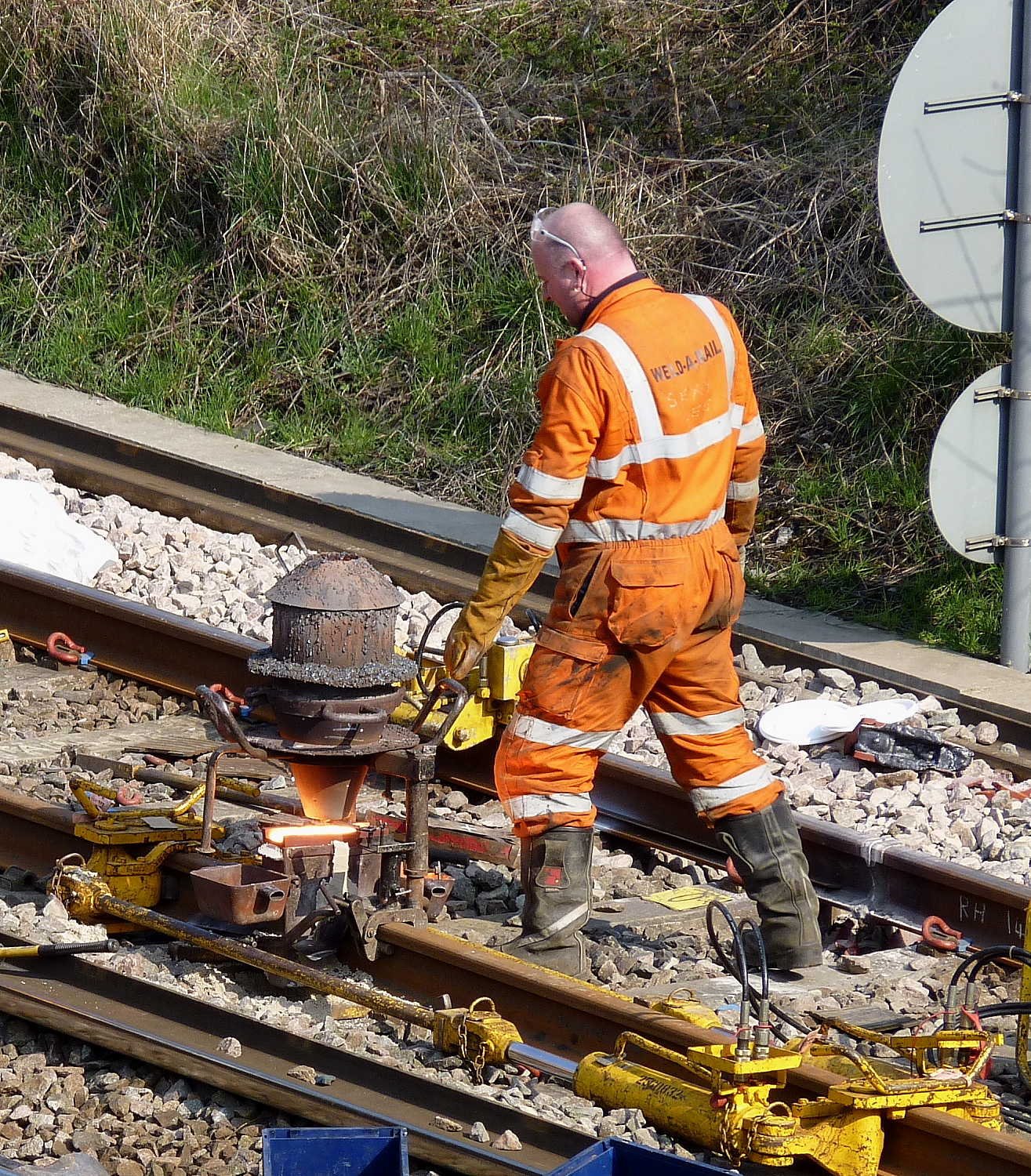
Exothermisch lassen: voorbeeld van een stuiklas. Door het gieten van vloeibaar staal worden de rails aan elkaar gelast.

Stuiklassen is een manier waarop werkstukken aan elkaar gelast worden. Het is een veel gebruikt type lasverbinding.
Een ‘stuik’ is een technische term voor het uiteinde of de kopse kant van een langwerpig voorwerp. Voorbeelden van stuiklassen zijn het in elkaars verlengde aan elkaar lassen van buizen en het aan elkaar lassen van spoorrails of metaalplaten die in elkaars verlengde liggen.
Afhankelijk van het materiaal en de toepassing zijn er verschillende lasprocessen geschikt om een stuiklas te realiseren. Enkele voorbeelden van lasprocessen die voornamelijk gebruikt worden voor stuiklassen zijn wrijvingslassen, spiegellassen, drukstuiklassen en wrijvingsroerlassen.